# Leonardo de Vegni
Leonardo Massimiliano de Vegni (Chianciano Terme, 12 ottobre 1731 – Roma, 22 settembre 1801) è stato un architetto italiano.

## Biografia
Nato a Chianciano da una famiglia patrizia senese, il padre Francesco Vegni era dottore in legge e la madre, Caterina Apolloni, di un’antica famiglia di Arezzo. Fece i suoi studi di diritto civile e canonico presso all'Università di Siena dove si laureò nel 1750. 
Nonostante questi studi esercitò poco la professione di giurista, e il suo impegno si rivolse infatti verso il disegno, la poesia, le scienze e soprattutto l'architettura.
Tra le sue invenzioni la cosiddetta "plastica dei Tartari", una tecnica per la realizzazione di bassorilievi che sfruttava le acque termali di Bagni San Filippo, dove realizzò anche una fabbrica che venne visitata dal granduca Pietro Leopoldo.
Come architetto le sue opere principali furono la Porta a Sole a Chianciano Terme, il palazzo Albergotti ad Arezzo, il teatro di Montalcino e il Teatro Garibaldi di Foiano della Chiana.